# Federazione scacchistica dell'Islanda
La Federazione scacchistica dell'Islanda  (in islandese: Skáksamband Islands) è l'organizzazione che coordina le attività di scacchi in Islanda con sede a Reykjavík. È stata fondata nel 1925. Il presidente è l'arbitro internazionale Gunnar Bjornsson.
La federazione islandese organizza annualmente il Campionato islandese di scacchi e un campionato islandese a squadre con quattro livelli. Organizza anche un torneo internazionale: il Reykjavík Open.

## Storia
Fondata nel 1925, nel 1930 si affilia alla FIDE e nel 1985 aderisce all'Unione scacchistica europea.
Nel 1972 ha ospitato il campionato mondiale tra Boris Spasskij e Bobby Fischer, soprannominato "il match del secolo".
Nel 2021 ha ospitato e organizzato il Campionato europeo di scacchi.